# Gladiateur (cheval)
Pour les articles homonymes, voir Gladiateur (homonymie).
Gladiateur est un pur-sang né au Haras de Dangu (Eure) en France en 1862, par Monarque et Miss Gladiator, issue de Gladiator.

## Carrière
Cet étalon bai-brun a appartenu jusqu’en 1871 au comte Frédéric Lagrange chez qui il est né, à Dangu. Poulain, il fut gravement blessé et garda des séquelles de cet accident et souffrait d'encastelure, une maladie du pied. Entraîné d'abord en France, près de Compiègne, puis envoyé à Newmarket chez l'entraîneur Tom Jennings (grand-oncle de Freddy et Christiane Head), il débuta à l'automne de ses 2 ans, mais sans vraiment briller, ne s'imposant qu'une fois en trois sorties. Mais à 3 ans, il s'affirme comme le meilleur poulain de sa génération. Il remporte les 2 000 Guinées, puis devient le premier cheval étranger à s'adjuger le Derby d'Epsom. De retour en France, où il jouit d'une grande popularité due à sa victoire outre-Manche (il est surnommé "le vengeur de Waterloo"), il remporte le Grand Prix de Paris, créé deux années plus tôt, devant une foule enthousiaste de 150 000 personnes. Il traverse à nouveau la manche pour disputer le St. Leger à Doncaster, où sa victoire lui permet de ravir la Triple couronne britannique, puis continua ses allers-retours victorieux par une victoire dans le Grand Prix du Prince Impérial (le futur Prix Royal Oak).
Gladiateur poursuivit sa carrière à 4 ans, s'affirmant de plus en plus dominateur. Il remporta ainsi le Grand Prix de l'Empereur (devenu de nos jours le Prix Gladiateur, un groupe 3) ou encore l'Ascot Gold Cup, avec 40 longueurs d'avance. Il termina sa carrière à la fin de son année de 4 ans, après 16 victoires en 19 courses. En 2025, il est admis au Hall of Fame des courses françaises dès sa création.

### Résumé de carrière
| Date         | Hippodrome  | Pays        | Course                        | Distance    | Jockey      | Place       | Écart       | Vainqueur ou deuxième |
| 1864, 2 ans  | 1864, 2 ans | 1864, 2 ans | 1864, 2 ans                   | 1864, 2 ans | 1864, 2 ans | 1864, 2 ans | 1864, 2 ans | 1864, 2 ans           |
| ------------ | ----------- | ----------- | ----------------------------- | ----------- | ----------- | ----------- | ----------- | --------------------- |
| 11 octobre   | Newmarket   | Royaume-Uni | Clearwell Stakes              | 1 200 m     | H. Grimshaw | 1er / 13    | 1           | Joker                 |
| 14 octobre   | Newmarket   | Royaume-Uni | Prendergast Stakes            | 1 200 m     | H. Grimshaw | 3e          | 1           | Bedminster            |
| 24 octobre   | Newmarket   | Royaume-Uni | Criterion Stakes              | 1 200 m     | H. Grimshaw | 0 / 15      | ―           | Chattanooga           |
| 1865, 3 ans  |             |             |                               |             |             |             |             |                       |
| 2 mai        | Newmarket   | Royaume-Uni | 2000 Guineas                  | 1 600 m     | H. Grimshaw | 1er         | enc.        | Archimedes            |
| 31 mai       | Epsom       | Royaume-Uni | Derby                         | 2 400 m     | H. Grimshaw | 1er / 30    | 2           | Christmas Carol       |
| 11 juin      | Longchamp   | France      | Grand Prix de Paris           | 3 000 m     | H. Grimshaw | 1er / 6     | 8           | ―                     |
| 26 juillet   | Goodwood    | Royaume-Uni | Drawing Room Stakes           | 2 000 m     | H. Grimshaw | 1er         | 40          | Longdown              |
| 27 juillet   | Goodwood    | Royaume-Uni | Venting Memorial Stakes       | 2 400 m     | H. Grimshaw | 1er         | walk over   | walk over             |
| 13 septembre | Doncaster   | Royaume-Uni | St. Leger                     | 2 920 m     | H. Grimshaw | 1er / 14    | 3           | Regalia               |
| 15 septembre | Doncaster   | Royaume-Uni | Doncaster Stakes              | 2 400 m     | H. Grimshaw | 1er         | ―           | ―                     |
| 24 septembre | Longchamp   | France      | Grand Prix du Prince Impérial | 3 200 m     | H. Grimshaw | 1er / 2     | ―           | Vertugadin            |
| 13 octobre   | Newmarket   | Royaume-Uni | Newmarket Derby               | 2 400 m     | H. Grimshaw | 1er / 2     | 40          | Longdown              |
| 24 octobre   | Newmarket   | Royaume-Uni | Cambridgeshire Stakes         | 1 800 m     | H. Grimshaw | 0           | ―           | Actaea                |
| 1866, 4 ans  |             |             |                               |             |             |             |             |                       |
| 4 avril      | Newmarket   | Royaume-Uni | Derby Trial Stakes            | 2 400 m     | H. Grimshaw | 1er         | walk over   | walk over             |
| 5 avril      | Newmarket   | Royaume-Uni | Claret Stakes                 |             | H. Grimshaw | 1er         | walk over   | walk over             |
| 8 avril      | Longchamp   | France      | Grand Prix de l'Impératrice   | 5 000 m     | H. Grimshaw | 1er         | 20          | Fumee                 |
| 15 avril     | Longchamp   | France      | La Coupe                      | 3 200 m     | H. Grimshaw | 1er         | ―           | Le Mandarin           |
| 31 mai       | Ascot       | Royaume-Uni | Gold Cup                      | 4 000 m     | H. Grimshaw | 1er / 3     | 40          | Regalia               |
| 7 octobre    | Longchamp   | France      | Grand Prix de l'Empereur      | 6 400 m     | J. Pratt    | 1er         | 3           | Vertugadin            |

## Au haras
Gladiateur commença sa carrière d'étalon en Angleterre, au Middle Park Stud, dans le Kent. Son propriétaire le rapatria en 1869 dans son haras de Dangu, mais l'invasion de la France par les Prussiens en 1870 contraint Frédéric Lagrange à se séparer de ses chevaux. Gladiateur passa fut sous le feu des enchères en Angleterre, où il fut acquis par un éleveur, William Blenkiron, qui le renvoya aussitôt à Middle Park Stud. Mais Blenkiron mourut en 1873, et le cheval fut à nouveau vendu, cette fois acheté par Dunmow Stud Farm, dans l'Essex. Gladiateur fut toutefois très décevant au haras, ne produisant pas de champion. Souffrant toujours plus de l'os naviculaire, il dut être euthanasié en 1876.

## Origines
| Origines de Gladiateur (FR), mâle bai brun né en 1862 | Origines de Gladiateur (FR), mâle bai brun né en 1862 | Origines de Gladiateur (FR), mâle bai brun né en 1862 | Origines de Gladiateur (FR), mâle bai brun né en 1862 |
| ----------------------------------------------------- | ----------------------------------------------------- | ----------------------------------------------------- | ----------------------------------------------------- |
| Père Monarque b. 1852                                 | The Emperor al. 1841                                  | Defence b. 1824                                       | Whalebone                                             |
| Père Monarque b. 1852                                 | The Emperor al. 1841                                  | Defence b. 1824                                       | Defiance                                              |
| Père Monarque b. 1852                                 | The Emperor al. 1841                                  | Mère par Reveller al. 1834                            | Reveller                                              |
| Père Monarque b. 1852                                 | The Emperor al. 1841                                  | Mère par Reveller al. 1834                            | Design                                                |
| Père Monarque b. 1852                                 | Poetess b. 1838                                       | Royal Oak br. 1823                                    | Catton                                                |
| Père Monarque b. 1852                                 | Poetess b. 1838                                       | Royal Oak br. 1823                                    | Mère par Smolensko                                    |
| Père Monarque b. 1852                                 | Poetess b. 1838                                       | Ada b. 1824                                           | Whisker                                               |
| Père Monarque b. 1852                                 | Poetess b. 1838                                       | Ada b. 1824                                           | Anna Bella                                            |
| Mère Miss Gladiator b. 1854                           | Gladiator al. 1833                                    | Partisan b. 1811                                      | Walton                                                |
| Mère Miss Gladiator b. 1854                           | Gladiator al. 1833                                    | Partisan b. 1811                                      | Parasol                                               |
| Mère Miss Gladiator b. 1854                           | Gladiator al. 1833                                    | Pauline b. 1826                                       | Moses                                                 |
| Mère Miss Gladiator b. 1854                           | Gladiator al. 1833                                    | Pauline b. 1826                                       | Quadrille                                             |
| Mère Miss Gladiator b. 1854                           | Taffrail n. 1845                                      | Sheet Anchor br. 1832                                 | Lottery                                               |
| Mère Miss Gladiator b. 1854                           | Taffrail n. 1845                                      | Sheet Anchor br. 1832                                 | Morgiana                                              |
| Mère Miss Gladiator b. 1854                           | Taffrail n. 1845                                      | The Warwick Mare br. 1834                             | Merman                                                |
| Mère Miss Gladiator b. 1854                           | Taffrail n. 1845                                      | The Warwick Mare br. 1834                             | Mère par Adrossan (famille 5-h)                       |

## Hommage
Une grande statue de bronze réalisée par Isidore Bonheur en 1866 le représente à Paris, près de l'entrée de l'hippodrome de Longchamp.

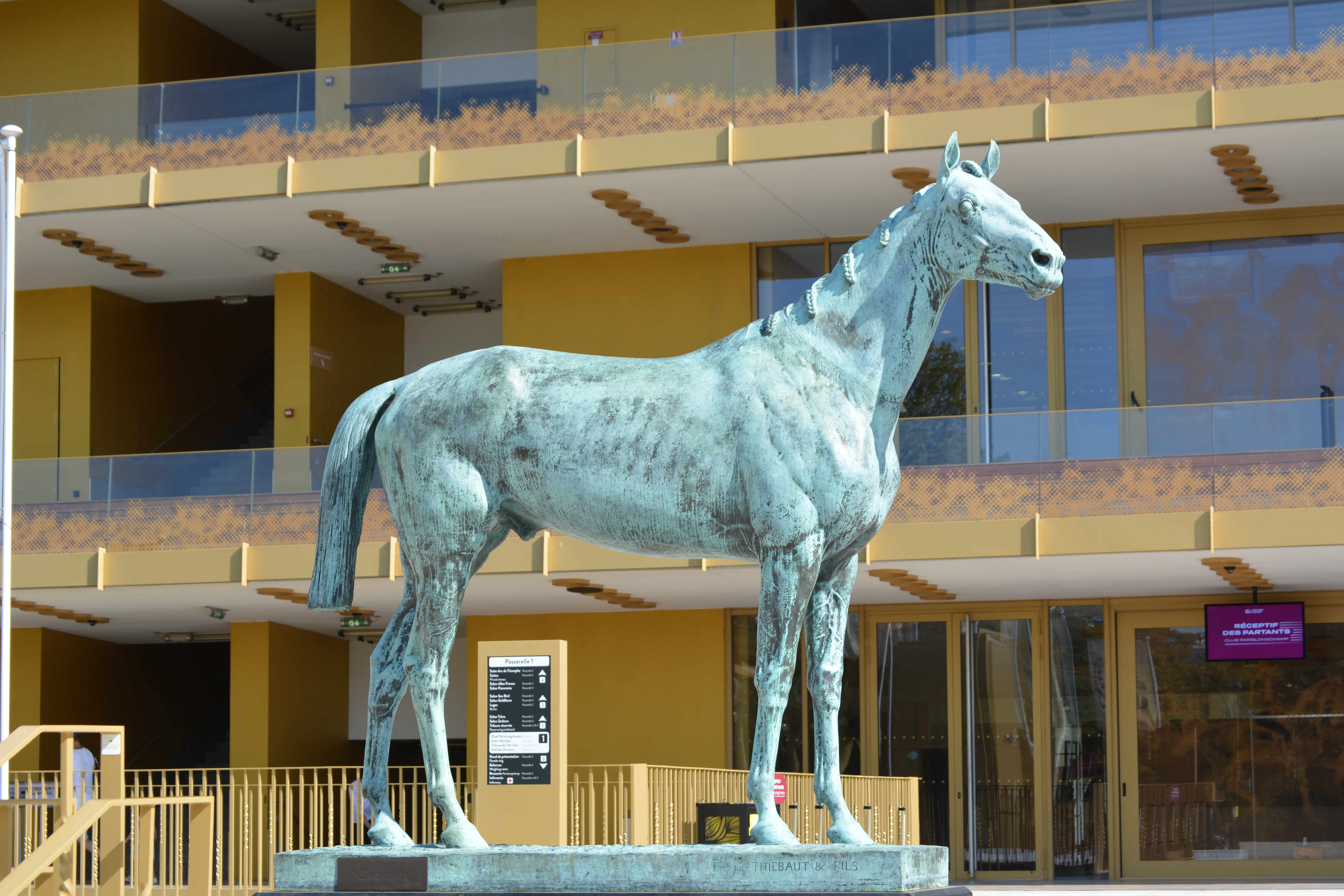
Gladiateur (par Isidore Bonheur)